# 黒瀬純
黒瀬 純（くろせ じゅん、1975年〈昭和50年〉5月8日 - ）は日本のお笑い芸人。パンクブーブーのツッコミ担当。立ち位置は右。吉本興業東京本社所属。相方は佐藤哲夫。
福岡県糟屋郡篠栗町出身。身長163cm（一時期サバを読んでいたため、福岡吉本時代のプロフィールでは166cmとなっている）。血液型O型。

## 来歴
- 会社で知り合った上荒磯勇（現・NBCラジオ佐賀のラジオパーソナリティ）と共に脱サラして福岡吉本に所属。福岡吉本8期生となり、年齢は佐藤より一歳年上だが、佐藤（6期生）の2期後輩となる。福岡吉本入社後、上荒磯とコンビ・「バレッタ」を結成。バレッタ時代は黒瀬がネタ作成担当だった。
- 2001年、佐藤と共にパンクブーブーを結成。当時の福岡事務所長の方針（詳しくは来歴の欄参照）により、一時吉本を辞めたが、東京進出後に再び吉本に入り東京吉本の所属となる。
- 2010年12月25日、M-1制覇前から数年来交際していたトリマーの女性と入籍[2]。翌年第1子の女児が誕生。

## 性格
- 人好きで人懐っこく活発、面倒見の良い性格で、相方とは対照的に社交的。雑誌のインタビューで「相方のいいところは?」という質問に対し、佐藤は「社交性」を挙げており、「人との付き合いを大事にしているキャラクター。自分には友人が少ないので羨ましい」と述べている（黒瀬は同じ質問に対して「ネタを作ってくれるところ。ネタのことばかり考えているのも別に悪いことじゃない」と回答している）。

## 親交関係
- 福岡吉本時代の同期にはバッドボーイズがいる。なお、吉本入り自体は同じだがコンビ結成はバッドボーイズが先である。福岡吉本所属2年目には、他の8期生はバッドボーイズ以外全て事務所を辞めていた。
  - バッドボーイズの佐田正樹と黒瀬の弟が小学校の同級であり、弟を喧嘩で負かした小学六年生当時の佐田を、3級上（当時中学三年生）の黒瀬が土下座させたことがある[3]。
- 品川祐（品川庄司）と親交があり、品川のブログに頻繁に登場する。河本準一（次長課長）（河本曰く、「自分が売れたのを一番横で見ていた後輩」）、COWCOW、宮地謙典（ニブンノゴ!）、あべこうじとも交流が深い他、麒麟、千鳥などの大阪吉本芸人（現・東京所属）とも仲が良い。
- 吉本でも屈指の規模を誇る「多田軍団」の発起人。上京してまだ間もないころ、同じく東京に来たばかりだった多田健二（COWCOW）と仲良くなり、バイト先が一緒だった重岡謙作（ラフ・コントロール）をはじめとする多くの後輩を紹介したことがきっかけだった（黒瀬曰く、「多田さんの貯金は僕と重岡で使い果たされたといっていいくらい、ご馳走になった」）。現在でも当軍団のナンバー2の位置にいる。
- 武智正剛（スーパーマラドーナ）が率いる『武智軍団』に属している[4]。
- 2009年2月、爆笑オンエアバトルの出番が一緒だった角田晃広（東京03）と収録後にクラブに飲みに行き、お笑い好きだったDJに「芸能人」としてマイクで紹介されるが、両者ともにまだ世間的な知名度が高くなかった頃だったために店内が静まり返ったという（ブログより）。その約半年後に東京03はキングオブコント王者となり、自らも約1年後にM-1王者となっている。
  - 東京03とも交流があり、自分たちの単独ライブへのゲスト出演を、ツイッター内で自ら打診したこともある。

## エピソード
- 2009年のM-1決勝進出が決まったとき、歓喜のあまりその場に泣き崩れて三時間そのまま泣き続け、周囲の芸人たちからは白けられ、カメラマンも途中で帰ってしまったと、本選で語った。さらにその後、トータルテンボスの2人に決勝進出を電話で報告するも、その際に再び号泣していたことをブログで暴露されている。しかしM-1優勝が決まった際にはその状況を把握できず（優勝は笑い飯だと思っていたため、驚きのほうが勝っていたという）、「パンクブーブーって誰?」と茫然としてしまったといい、相方から「あんだけ泣いていたのに肝心なところで泣かない」と半ば呆れられていた。

### 暴走族「悪死魔」
- 暴走族のグループに入り、副総長になった。暴走族名は「悪死魔（あくしま）」[5]。
  - 当時を知る同級生は「担任の先生とつかみ合いのケンカしたのはよく覚えてます」「年上の彼女が迎えに来て、新宮町まで送ってもらってた、高校生なのに」等と明かしていた[5]。また、佐田の著作である「デメキン」漫画版にも、「主人公（佐田）の恐ろしい先輩」というキャラクターで実名で登場している。
  - 黒瀬本人は「暴走族なんだけど、バイクの音がうるさくてイヤだったんですよ」「『おばあちゃんとかうるさいだろうな』っていつも気になってました」「本当は早く辞めたかった」などと語っている[5]。副総長には「面白いことばかり言ってて、友人から人気があったから」という理由で投票の結果選ばれたという[5]。

### ストライプのジャケット
- 特にテレビ出演時には、ローソンの店員風の青と白のストライプのジャケットを着ていることが多い。
- 2003年に爆笑オンエアバトルへの初出演が決まり、そのために気合を入れて、某ブランドアパレルショップで入手したのがこのジャケットである（つまり、ウケ狙いの舞台衣装ではなく、黒瀬の自前服）。ローソンの店員といじられて「おしゃれジャケッツ!」と強く否定するくだりが知られるが、実際に黒瀬はこのジャケットがおしゃれだと思い購入したといい、佐藤曰く、「これ、おしゃれやろ?」とジャケットに袖を通した黒瀬は自慢気だったという[6]。
- 佐藤いわく「衣装さんに頼んで丈やフォルムを今風に変えてもらっているのが、『今年モデルか!』ってイラッとくる」。
- このジャケットをあまり着なくなったのは、着ててもローソンのCMのオファーが来ない事に不満があったから[7]。

### 家族
- M-1優勝直後の記者会見で賞金の使い途を尋ねられると、「まず、母親の借金を返したい」と話していた。借金額は「18万円」で、佐藤からしばしば「バイトでも返せる!」と突っ込まれていた。その後、M-1賞金授与式で、母親に100万円を渡している。
- 前述のように荒れた青春時代を送っており、辛い思いをさせてしまった負い目から、現在でも父親に対しては頭が上がらない。その当時の自分の言動を強く悔いてもいる様子（2008年4月19日のブログより）。また、父親が自分のブログをよく読んでいることを知らされ、「ふざけたことを書こうと思ったのですが、恥ずかしくて書けない」とぼやいていたこともある。
- 毎日新聞のインタビュー（2017年4月24日朝刊）で、高校時代に学校を辞めようとしたものの、父が毎朝自宅の最寄り駅まで車で送ってくれるなどして通学を応援してくれたことや、不良から足を洗うきっかけになったのも父だったことなどを語っている。

## 出演番組

### テレビ
現在の出演番組
- 華丸の「先生!染まりんしゃったね...。」（RKB毎日放送）[8] -　不定期

過去の出演番組
- ルミネtheよしもと〜ネタ超一流〜 シーズン3（2008年12月26日、WOWOW）タカアンドトシ密着取材のナレーションを担当。
- 準一河本のすべらない話（2009年2月22日、フジテレビ721）
- さんすう刑事ゼロ 第10話（2013年9月30日、NHK） - 東大吉 役
- 七人のコント侍 第5期（2014年1月 - 3月、NHK BSプレミアム）
- ボクらの時代「博多華丸×陣内孝則×黒瀬純 博多のぼせもん上京物語」（2015年1月11日、フジテレビ）[9]
- 福岡人志、 松本×黒瀬アドリブドライブ（2015年 - 2019年、FBS福岡放送）[10]
- クロ女子白書（2015年 - 2020年、福岡放送）[11]
- 水曜日のダウンタウン（2015年7月22日・10月7日・2017年6月28日・7月5日・2018年1月17日・11月28日、TBSテレビ）[12][13][14][15]
- アメトーーク!「お肌よわよわ芸人」（2018年4月12日・2020年10月15日、テレビ朝日）[16][17]
- 私の職レポ (2017年8月27日、フジテレビ)
- 旅ずきんちゃん「博多屋台を楽しむ旅」（2018年2月11日、TBS）[18]
- ダウンタウンなう「芸能界の一大派閥“福岡県人会”にお邪魔しますSP！」（2020年2月7日、フジテレビ）[19]
- 福岡ゲンジン（2020年・2021年、福岡放送） - 司会
- 水バラ「ローカル路線バスVSローカル鉄道乗り継ぎ対決旅」第6弾（2020年11月11日、テレビ東京）[20][21][22] - 鉄道チームのメンバーとして出演。
- 福岡すっぴんツアー!→今田耕司のすっぴんツアー（2014年 - 2023年、FBS福岡放送）- ナビゲーター
- 「まじもん！」福岡えこひいきクイズ（2023年4月19日[23]・5月10日[24]・6月28日[25]、7月26日[26]・9月20日[27]・10月25日[28]・11月22日[29]・12月20日[30]・2024年1月3日[31]、RKB毎日放送）
- あんたがたどこ高？福岡県人で集まって高校時代を語ろうSP（2022年1月1日[32]・2023年1月2日[33]・2024年1月1日（2024年1月20日）[34]、RKB毎日放送）- MC
- 鷹のミカタ（2020年7月4日 - 2024年1月21日、スポーツライブ+）- MC
- 前略、大とくさん（中京テレビ）-　レポーター　不定期

### 映画
- ザ・ファブル 殺さない殺し屋（2021年6月18日公開、松竹） - 井崎ツトム 役

### ラジオ
現在の出演番組
- シン・フクオカ (KBCラジオ x stand.fm、2023年4月4日 - ) 毎週火曜日 深夜0時30分～[35][36]

### インターネット配信
- 9610くろじゅんチャンネル - YouTubeチャンネル

## DVD
- 「月刊DVDよしもと本物流vol.5」（2005年11月号青版）